# Crocallis triangularis
Crocallis triangularis là một loài bướm đêm trong họ Geometridae.